# آيسي هوبلر
آيسي جيرترود ميسي هوبلر (23 يوليو 1892-6 يناير 1984) العالمة الأمريكية في الكيمياء الحيوية  أجرت أبحاثًها في علم تغذية الإنسان، خاصة فيما يتعلق بالأمهات والأطفال. على الرغم من تعرضها للتمييز على أساس الجنس، فقد أصبحت أول امرأة ترأس قسمًا محليًا للجمعية الكيميائية الأمريكية وفازت بـ 22 جائزة وتكريمًا لأبحاث مختبرها.

## النشأة والتعليم
نشأت هوبلر في مزرعة في غالاتين حيث شغفت بالعلوم من خلال مشاهدة نضوج الحيوانات وقضاء الوقت في التجول في مزرعة أسرتها. أصبحت مهتمة بشكل خاص بصحة الأطفال عندما كانت في رحلة خلال طفولتها، حيث لاحظت الأطفال المرضى في ظروف معيشية سيئة في جبال أركنساس مما أثار تعاطفها معهم. 

## التدرج الوظيفي
عد حصولها على الدكتوراه. من جامعة ييل، عملت مساعد كيميائي في مستشفى غرب بنسلفانيا في بيتسبرغ، حيث واجهت تمييزًا شديدًا بسبب جنسها. كان المستشفى يحتوي على مراحيض للرجال فقط، فاضطرت هوبلر إلى استخدام دورة مياه عمومية على بعد نصف مبنى في نفس الشارع. ونتيجة لذلك، قصرت رحلاتها إلى الحمام وبعد بضعة أشهر من العمل في المستشفى أصيبت بـ التهاب الكلية الحاد (التهاب الكلى). مما اضطرها إلى أخذ إجازة لمدة عام. كما لم يُسمح لـهوبلر بتناول الطعام في قاعة الطعام للأطباء، حيث كان جميع الأطباء الآخرين من الذكور، ولم يُسمح لها بتناول الطعام في قاعة طعام الممرضات لأسباب بيروقراطية، لذلك كانت تأكل مع موظفي المستشفى. وعندما لم تتحسن الظروف، استقالت من المستشفي. 
واجهت هوبلر العديد من حالات التمييز الأخرى على مدار مسيرتها المهنية، بما في ذلك عندما دعاها نادي شيكاغو للتحدث في إحدى الآمسيات، دون أن تدرك أن «آيسي» هو اسم أنثى. عند وصولها، لم يُسمح لـها بالدخول حتى تفاوض زوجها مع المدير وأعاد مجلس الأمناء التصويت على السماح لها بالتحدث أم لا
عام 1923، وكانت في أجازة مرضية بسبب إصابتها بالتهاب الكلي، بدأت هوبلر التدريس في جامعة كاليفورنيا (بركلي). قامت بتدريس دورة حول الكيمياء الغذائية ، عُرض عليها منصب مدير مشروع أبحاث التغذية في مدرسة ميريل بالمر للأمومة وتنمية الطفل. كان هدف المشروع هو تحسين المعرفة والبحوث حول صحة الأمهات. أمضت هوبلر السنوات الـ 31 التالية في إدارة المختبر ثم عملت كمستشارة أبحاث من 1954 إلى 1974. وتحت إشرافها، نشر المختبر 300 مقال بحثي والعديد من الكتب حول العديد من الموضوعات بداية من التمثيل الغذائي للمرأة أثناء الدورة الانجابية إلى كيمياء كريات الدم الحمراء

## الجوائز ومراتب الشرف
في عام 1931 تم اختيار هوبلر كأول امرأة تترأس القسم العام من الجمعية الكيميائية الأمريكية. حصلت على 22 اقتباسًا وجائزة وتكريمًا، بما في ذلك جائزة نورلين من جامعة كولورادو بولدر، ووسام غارفان أولين من الجمعية الكيميائية الأمريكية، وجائزة بوردن من البيت الأمريكي جمعية الاقتصاد وجائزة Osborne وجائزة Mendel من الجمعية الأمريكية للتغذية. 

## الحياة الشخصي
في عمر 46، تزوجت هوبلر من الدكتور ريموند هوبلر، لكنه توفي عام 1943، بعد خمس سنوات من الزواج. في عام 1982، عادت هوبلر إلى مسقط رأسها في ولاية ميسوري وتوفيت بعد ذلك بعامين عام 1984. 